# NGC 2374
NGC 2374 (również OCL 585) – gromada otwarta znajdująca się w gwiazdozbiorze Wielkiego Psa. Odkrył ją William Herschel 31 stycznia 1785 roku. Jest położona w odległości ok. 4,8 tys. lat świetlnych od Słońca.